# Иркутская

Химический состав Иркутской

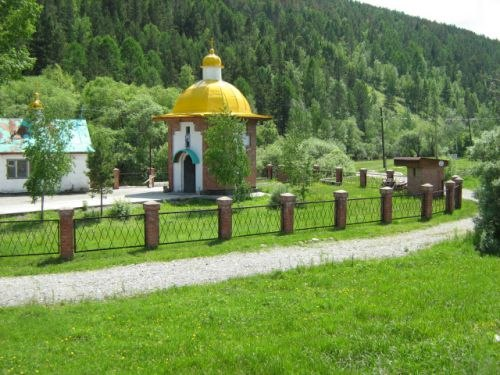
Скважина 27-БИС Олхинского месторождения минеральных вод

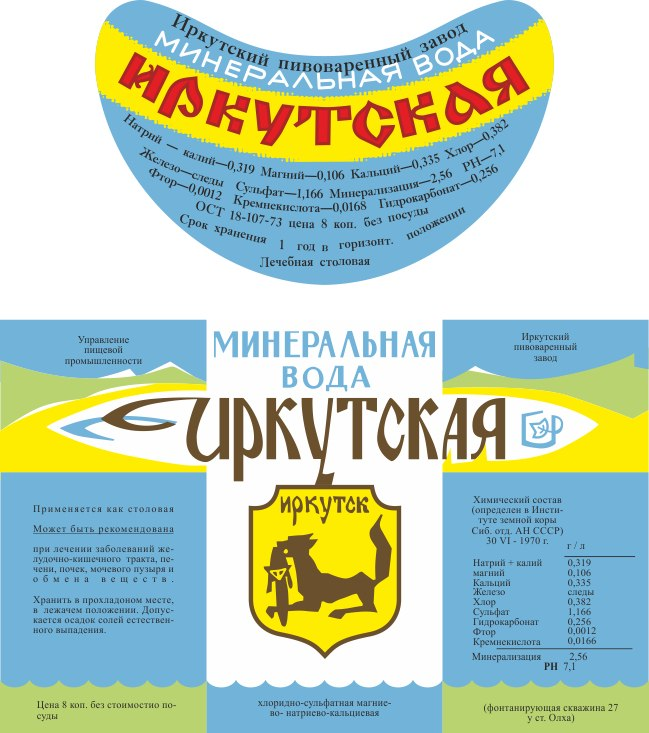
Первая этикетка минеральной воды «Иркутская»

«Иркутская» — лечебно-столовая природная гидрокарбонатно-сульфатно-хлоридная магниево-натриево-кальциевая минеральная вода Сибири. Месторождение расположено в предгорье Восточных Саян в деревне Олха Шелеховского района. Разливается в Иркутске с 1968 года. 

## Лечебные свойства
«Иркутская» содержит сбалансированное количество минеральных веществ и применяется для профилактики и лечения:
- нарушения работы желудочно-кишечного тракта;
- нарушения обмена веществ;
- болезней мочеполовой системы;
- болезней органов пищеварения.

## Химический состав
Анионы:
- гидрокарбонаты: 225—350 мг/дм3
- сульфаты: 600—1100 мг/дм3
- хлориды: 200—460 мг/дм3

Катионы:
- кальций: 200—320 мг/дм3
- магний: 50-150 мг/дм3
- натрий + калий: 100-350 мг/дм3

«Иркутская» входит в национальный стандарт России — ГОСТ (ГОСТ Р 54316-2011).

## Производство
История минеральной воды «Иркутская» началась в 1968 году. На реке Олхе геологи пробурили скважину, из которой на поверхность подняли воду сбалансированного минерального состава, что позволило начать промышленный розлив воды «Иркутская». Минеральная основа месторождения — древнее море кембрийского периода, возраст которого более 500 миллионов лет. Проходя через естественный фильтр горных пород Восточных Саян, вода насыщается минералами и микроэлементами, среди которых кальций, магний, гидрокарбонаты. После естественной фильтрации и минерализации вода прокладывает себе путь глубоко под землёй и скапливается в природных подземных хранилищах.
Минеральная вода «Иркутская» добывается из скважины № 27-БИС с глубины 352 метров в селе Олха Шелеховского района Иркутской области. На этой глубине вода месторождения защищена от любых внешних воздействий и сохраняет свой сбалансированный природный минеральный состав.
С 1968 по 1984 год минеральную воду «Иркутская» выпускал «Иркутский пивоваренный завод». В 1985 после закрытия пивоваренного завода «Иркутскую» начал производить «Иркутский пивобезалкогольный комбинат», входивший в объединение «Иркутскпищепром». В 2005 году в результате выделения производства из комбината и его переноса на самостоятельную площадку был образован «Иркутский завод розлива минеральных вод».
Предприятие поставляет свою продукцию во все населённые пункты Иркутской области, а также в Бурятию и Читу. В Европейской части России минеральная вода «Иркутская» известна под именем «Baikal Reserve».
Впервые «Иркутскую» разлили в бутылки для продажи в 1968 году, это была стандартная стеклянная бутылка объёмом 0,5 литра. Характерный, легко узнаваемый дизайн минеральной воды «Иркутская» – бутылка конусообразной формы, впервые был выпущен предприятием «Иркутскпищепром» в 1997 году. За все время производства иркутяне выпили более полутора миллиардов бутылок «Иркутской».

## Награды
- Большая золотая медаль на выставке «Пивная ярмарка Сибири-2007»
- Золотая медаль «За высокое качество» на выставке «Продмаркет. Торговое оборудование. Упаковка-2007»
- Диплом I степени на выставке «Сибпродовольствие. Напитки-2008»
- Золотая медаль на выставке «Сибпродовольствие. Напитки-2009»
- Золотая медаль ITE в номинации «Минеральные и питьевые воды» на выставке «Пивная ярмарка Сибири-2009»
- Диплом лауреата «Золотой знак» на XII всероссийском конкурсе «100 лучших товаров России 2009», г. Москва
- Серебряная медаль на межрегиональном конкурсе «Лучшие товары и услуги Сибири 2009», г. Новосибирск
- Золотая медаль на международном профессиональном конкурсе «Лучшие: пиво, безалкогольный напиток, минеральная и питьевая вода — 2010», г. Москва